# Энджелл, Дэвид
Дэвид Лоуренс Энджелл (англ. David Lawrence Angell; 10 апреля 1946 — 11 сентября 2001) — американский продюсер, один из создателей ситкома «Фрейзер». Погиб  при столкновении рейса 11 с Северной башней Всемирного торгового центра в процессе совершения террористических актов 11 сентября 2001 года.

## Биография
Дэвид Энджелл родился в Беррингтоне, в семье Генри Энджелла и Мэй Куни. Получил степень бакалавра по английской литературе в колледже Провиденс. В 1972 году Энджелл, после службы в армии устроился на работу в Пентагон. Затем переехал в Бостон, где получил место в одной из страховых компаний Род-Айленда.
В 1977 году Дэвид Энджел переезжает в Лос-Анджелес. Вскоре он продаёт свой первый написанный сценарий к ситкому «Энни Флинн», а через пять лет продаёт сценарий к ситкому «Место Арчи Банкера». В 1983 году Энджелл становится соавтором к телесериалу «Весёлая компания». В 1985 году он объединяется с Питером Кейси и Дэвидом Ли для создания ситкома «Фрейзер», впоследствии получившего 24 премии Эмми.
Дэвид Энджелл и его супруга Линн погибли 11 сентября 2001 года, когда их самолёт, выполнявший рейс 11 из Бостона в Лос-Анджелес, врезался в Северную башню ВТЦ.